# Riesco-eiland
Riesco-eiland (Spaans: Isla Riesco) is een eiland in het zuiden van Chili in de provincie Magallanes. Het is een van de grootste eilanden van Chili en heeft een oppervlakte van 5110 km2. Mount Atalaya is het hoogste punt op het eiland met een hoogte van 1830 m. Door een kleine waterweg tussen de wateren Seno Otway en Seno Skyring wordt het Riesco-eiland afgescheiden van Patagonië.
Op het eiland zijn meerdere gletsjers te vinden en is de bodem rijk aan steenkool. De steenkool wordt dan ook al sinds de 19e eeuw uit de bodem gewonnen.